# Сопору-де-Кимпіє
Сопору-де-Кимпіє (рум. Soporu de Câmpie) — село у повіті Клуж в Румунії. Входить до складу комуни Фрата.
Село розташоване на відстані 299 км на північний захід від Бухареста, 32 км на схід від Клуж-Напоки.

## Населення
За даними перепису населення 2002 року у селі проживали 1266 осіб. Рідною мовою 1264 особи (99,8%) назвали румунську.
Національний склад населення села:
| Національність | Кількість осіб | Відсоток |
| -------------- | -------------- | -------- |
| румуни         | 1079           | 85,2%    |
| цигани         | 181            | 14,3%    |